# Rechtsmissbrauch
Rechtsmissbrauch ist die nach den Umständen des Einzelfalls zu beurteilende zweckwidrige Inanspruchnahme einer eigentlich zustehenden Rechtsposition. Auch wer über ein formal einklagbares Recht verfügt, darf dieses nicht missbräuchlich ausüben, wenn lediglich der Zweck verfolgt wird, einem anderen Schaden zuzufügen. Versucht er es dennoch, steht dem Benachteiligten dagegen die Einwendung der unzulässigen Rechtsausübung zu.

## Deutschland
In Deutschland folgt der Begriff des Rechtsmissbrauchs insbesondere aus den einfachgesetzlichen Normen des § 226 und des § 242 BGB.

In § 226 BGB (Schikaneverbot) heißt es: 

„Die Ausübung eines Rechts ist unzulässig, wenn sie den Umständen nach nur den Zweck haben kann, einem anderen Schaden zuzufügen.“

 Darüber hinaus kann die Ausübung eines Rechts auch durch die Vorschrift des § 242 BGB untersagt sein. Sein Wortlaut besagt: 

„Der Schuldner ist verpflichtet, die Leistung so zu bewirken, wie Treu und Glauben mit Rücksicht auf die Verkehrssitte es erfordern.“

 Im Umkehrschluss ist der Gläubiger nicht berechtigt, eine Leistung einzufordern, die mit dem Grundsatz von Treu und Glauben unvereinbar ist. Dies ist insbesondere der Fall, wenn der Gläubiger das Recht selbst unrechtmäßig erworben hat.
Der schuldrechtliche Grundsatz von Treu und Glauben ist begrifflich auf die zweckwidrige Inanspruchnahme von Rechtspositionen im Verfahrens- und öffentlichen Recht ausdehnbar. Mit dem Rechtsmissbrauch eng verbunden sind Konstellationen der Verknüpfung privaten Rechts mit öffentlichem Recht, wonach nicht in Abhängigkeit stehende Rechtsverhältnisse in einen interessensbedingten Sachzusammenhang gestellt werden, der die Spezifität der jeweiligen Rechtsverhältnisse unterläuft. Rechtssprachlich wird hier vom sogenannten „Koppelungsverbot“ gesprochen. So darf die Erteilung einer baurechtlichen Genehmigung der Bauaufsichtsbehörde nicht an das Interesse der Stadt gebunden werden, vom gewerblichen Grundstückseigentümer Teile des Grundstücks zu erwerben, um eigene wirtschaftliche Vorhaben zu realisieren. Etwaig entgegenstehende, grundrechtsrelevante Belange ließen sich somit nicht mehr im Wege des Kollisionsausgleichs handhaben. Die jüngere Rechtswissenschaft geht dazu über, diese Fälle für die Ausprägung des Gedankens der Drittwirkung von Grundrechten zu halten.
Der heute geltende Rechtsmissbrauchsbegriff ist maßgeblich auf die im nationalsozialistischen Recht der Kieler Schule entwickelte Lehre von der Unzulässigkeit der Rechtsausübung zurückzuführen. Wolfgang Sieberts Schriften „Verwirkung und unzulässige Rechtsausübung“ aus dem Jahr 1934 und „Vom Wesen des Rechtsmißbrauchs“ aus dem Jahr 1935 stellen trotz ihrer unbestreitbar nationalsozialistischen Züge bis heute zentrale Werke zum Rechtsmissbrauch dar.
Grundsätzlich muss die Ausübung eines bestehenden Rechtes nicht begründet werden. Das gilt auch dann, wenn durch die Rechtsausübung einem anderen ein Nachteil entsteht, was im Privatrecht häufig der Fall ist. So belastet die Geltendmachung einer berechtigten Kaufpreisforderung den Käufer. Der Gläubiger braucht nicht schon deshalb wegen „Rechtsmissbrauchs“ von der Durchsetzung von Rechten abzusehen, weil die Rechtsausübung den in Anspruch Genommenen hart treffen würde, sondern es müssen Umstände hinzukommen, die die Rechtsausübung im Einzelfall als „grob unbillige, mit der Gerechtigkeit nicht mehr zu vereinbarende Benachteiligung des Schuldners erscheinen lassen, sie also zu einem schlechthin unzumutbaren Ergebnis führt“.
Das Bundesverfassungsgericht wird demnächst hinsichtlich der geplanten Änderungen zum Gebäudeenergiegesetz prüfen, ob dem Rechtsmissbrauch auch im Staatsrecht eine Bedeutung zukommt, genauer, ob sich eine „durch die Parlamentsmehrheit gewählte Verfahrensgestaltung als eine rechtsmissbräuchliche Beschleunigung des Gesetzgebungsverfahrens darstellt“.

## Schweiz
Das Schweizer Zivilgesetzbuch (ZGB) regelt den Rechtsmissbrauch in Art. 2 Abs. 2: »Der offenbare Missbrauch eines Rechts findet keinen Rechtsschutz«. Hier geht es um den Fall, dass jemand zwar streng nach Gesetz (oder Vertrag) ein Recht hat. Man empfindet es aber als ungerecht, wenn der Betreffende sein Recht ausübt. Man wirft ihm vor, er missbrauche sein Recht – dieses ist nach ZGB 2 verboten. Der Richter wird dieses Recht nicht schützen.

## Vereinigte Staaten
Gegen die rechtsmissbräuchliche Ausübung des Klagerechts durch sog. SLAPP gibt es in vielen US-Bundesstaaten spezielle Schutzgesetze.

## Europäische Union
Auch im Unionsrecht wird seit den 1990er-Jahren das Problem des Rechtsmissbrauchs diskutiert. Der EuGH hatte schon früh im Zusammenhang mit sog. u-turn-Konstruktionen, bei denen eine Person künstlich einen grenzüberschreitenden Sachverhalt schafft, um so in den Genuss der Grundfreiheiten zu gelangen, die Sichtweise vertreten, dass derartiges Verhalten mit Unionsrecht nicht vereinbar sei. Über die Vereinbarkeit derartiger Konstruktionen hatte der EuGH vor allem in Zusammenhang mit Exportsubventionen zu befinden.

Als erstes Urteil von Relevanz wird gemeinhin die Entscheidung in der Sache van Binsbergen angesehen, auf welche der EuGH in gleichgelagerten Fällen der Folgezeit immer wieder verwies. Mit seiner Entscheidung in Sachen Emsland-Stärke formulierte er erstmals abstrakt die Voraussetzungen, unter denen eine Inanspruchnahme von Unionsrecht wegen Missbrauchs unzulässig sein sollte. Konkret führte der EuGH in Rn. 52 f. aus:
„Die Feststellung eines Missbrauchs setzt zum einen voraus, dass eine Gesamtwürdigung der objektiven Umstände ergibt, dass trotz formaler Einhaltung der gemeinschaftsrechtlichen Bedingungen das Ziel der Regelung nicht erreicht wurde. Zum anderen setzt sie ein subjektives Element voraus, nämlich die Absicht, sich einen gemeinschaftsrechtlich vorgesehenen Vorteil dadurch zu verschaffen, dass die entsprechenden Voraussetzungen willkürlich geschaffen werden. Es ist Sache des nationalen Gerichts, das Vorliegen dieser beiden Elemente festzustellen, für das der Beweis nach nationalem Recht zu erbringen ist, soweit dies die Wirksamkeit des Gemeinschaftsrechts nicht beeinträchtigt.“
Spätestens mit der Entscheidung in der Rechtssache Kofoed billigte der EuGH diesem Missbrauchsverbot die Qualität eines allgemeinen Grundsatzes des Unionsrechts zu. Er übertrug seine Rechtsprechung in diverse Bereich des Unionsrechts, etwa auch des Mehrwertsteuerrechts. Für das Europäische Zivilverfahrensrecht steht eine explizite Übertragung durch den EuGH noch aus, auch wenn neuere Entscheidungen den Schluss darauf zulassen, dass die aus dogmatischen Gründen ohnehin mögliche Anwendung des Missbrauchsverbots durch ihn wohl gebilligt würde.
Was die praktische Anwendung des Missbrauchsverbots angeht, so betont der EuGH die erstmals mit Emsland-Stärke geforderten Kriterien je nach Lage des Falles unterschiedlich stark, was auch damit zusammenhängt, dass er dem Missbrauchsverbot die Fälle der sog. Gesetzesumgehung zuordnet, was eine differenzierte Betrachtung des subjektiven Elements fordert.

## Beispiele
Es ist rechtsmissbräuchlich,
- zu fordern, was einem selbst keinerlei denkbaren Vorteil bringt (Schikaneverbot);
- zu fordern, was man sofort wieder herausgeben müsste, dolo agit, qui petit, quod statim redditurus est;
- einem selbst geschaffenen, schützenswerten Vertrauenstatbestand zuwider ein ansonsten bestehendes Recht einzufordern dolo agit, qui venit contra factum proprium (Beispiel: Anfechtung der Vaterschaft nach vorheriger Zustimmung zur Fremdbefruchtung).

Aus der Rechtsgeschichte bekannt – und noch heute gerne als Beispiel für Rechtsmissbrauch verwendet – ist der sogenannte Neidbau: Ein Gebäude das (zumindest teilweise) deswegen gebaut wird, um einen Nachbarn zu schikanieren.
Für eine missbräuchlich eingelegte Verfassungsbeschwerde kann das Bundesverfassungsgericht eine Missbrauchsgebühr bis zu 2.600 Euro auferlegen (§ 34 Abs. 2 BVerfGG).